# Kloster Schiffenberg

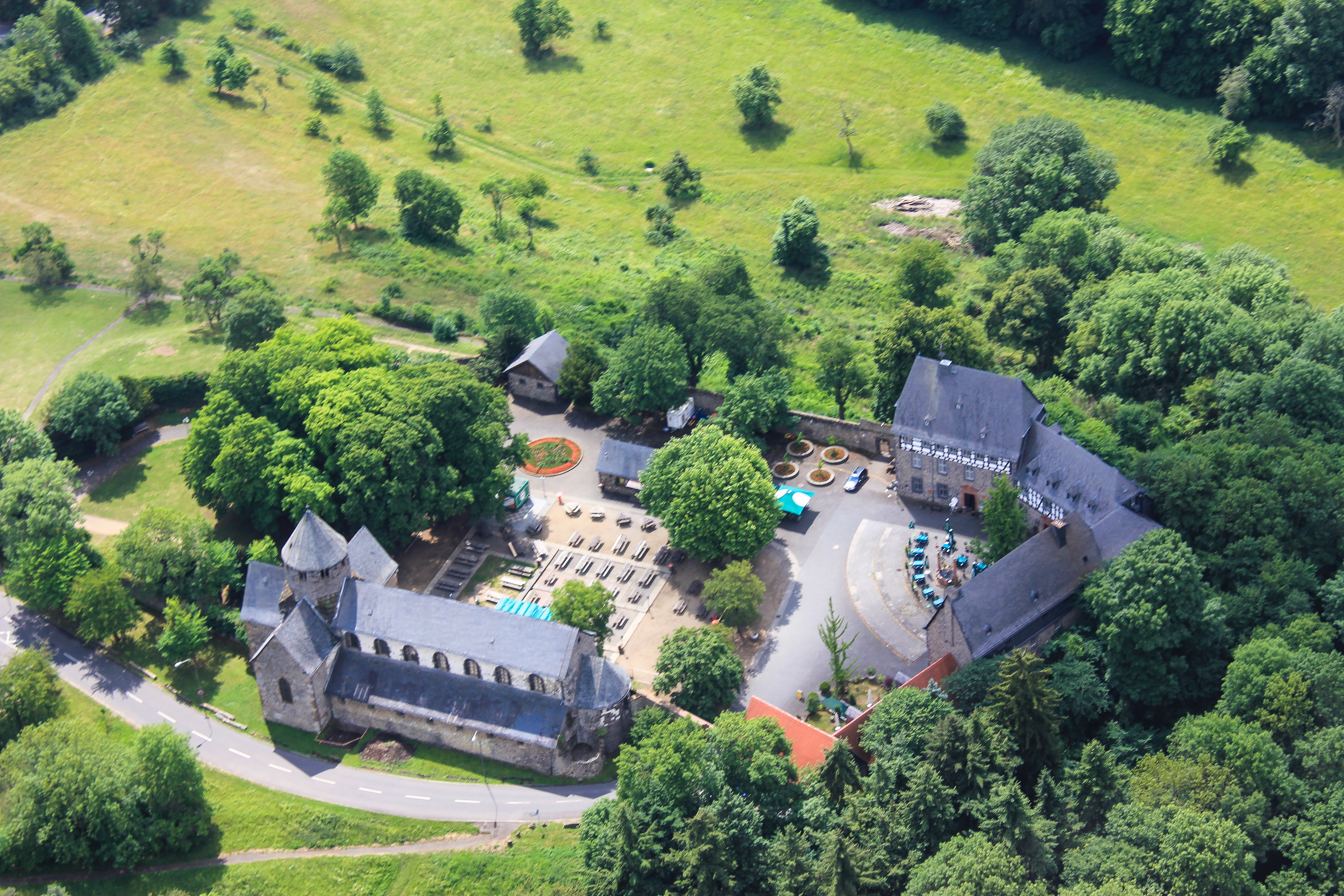
Luftaufnahme von 2011

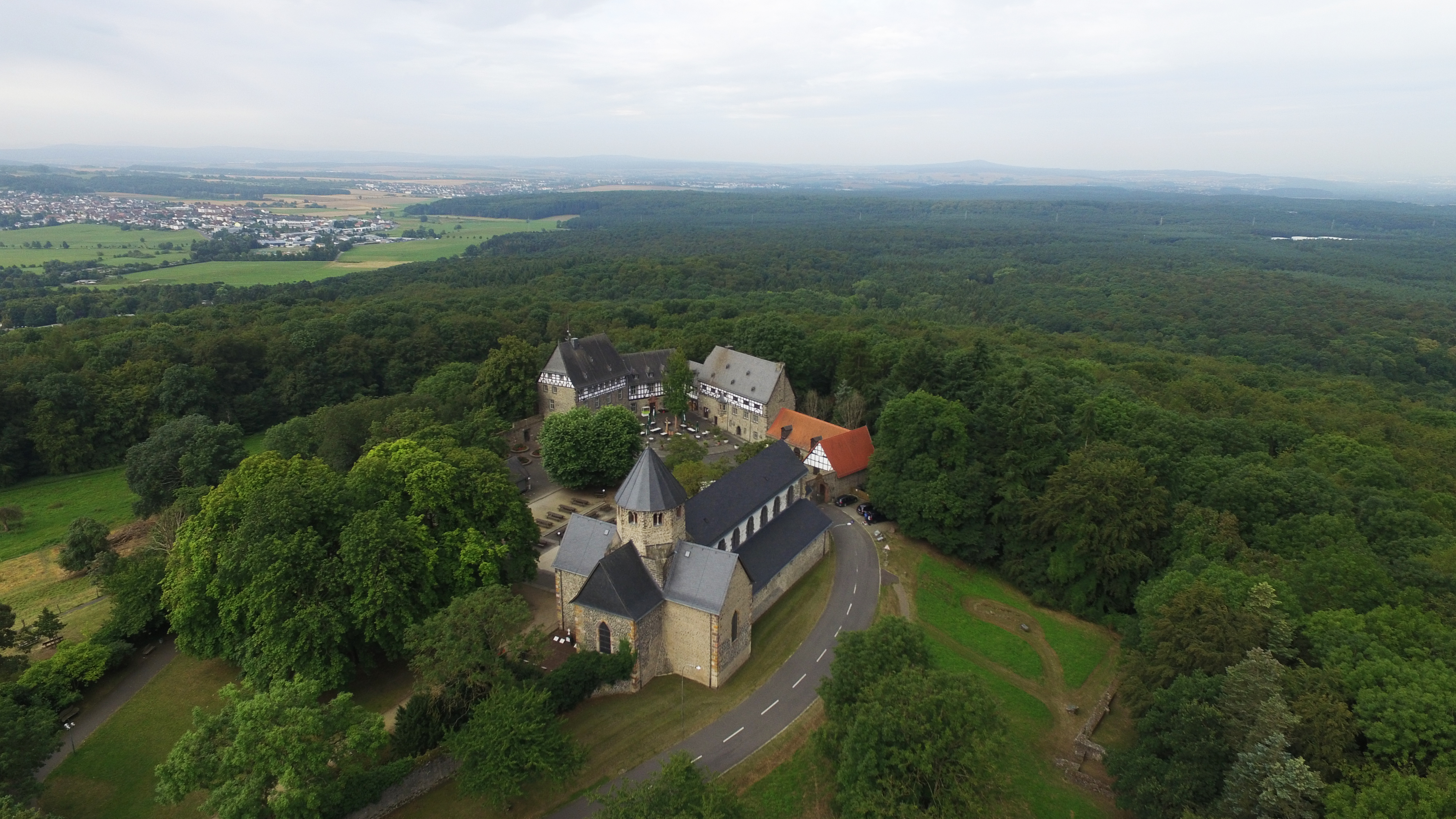
Luftaufnahme von 2016

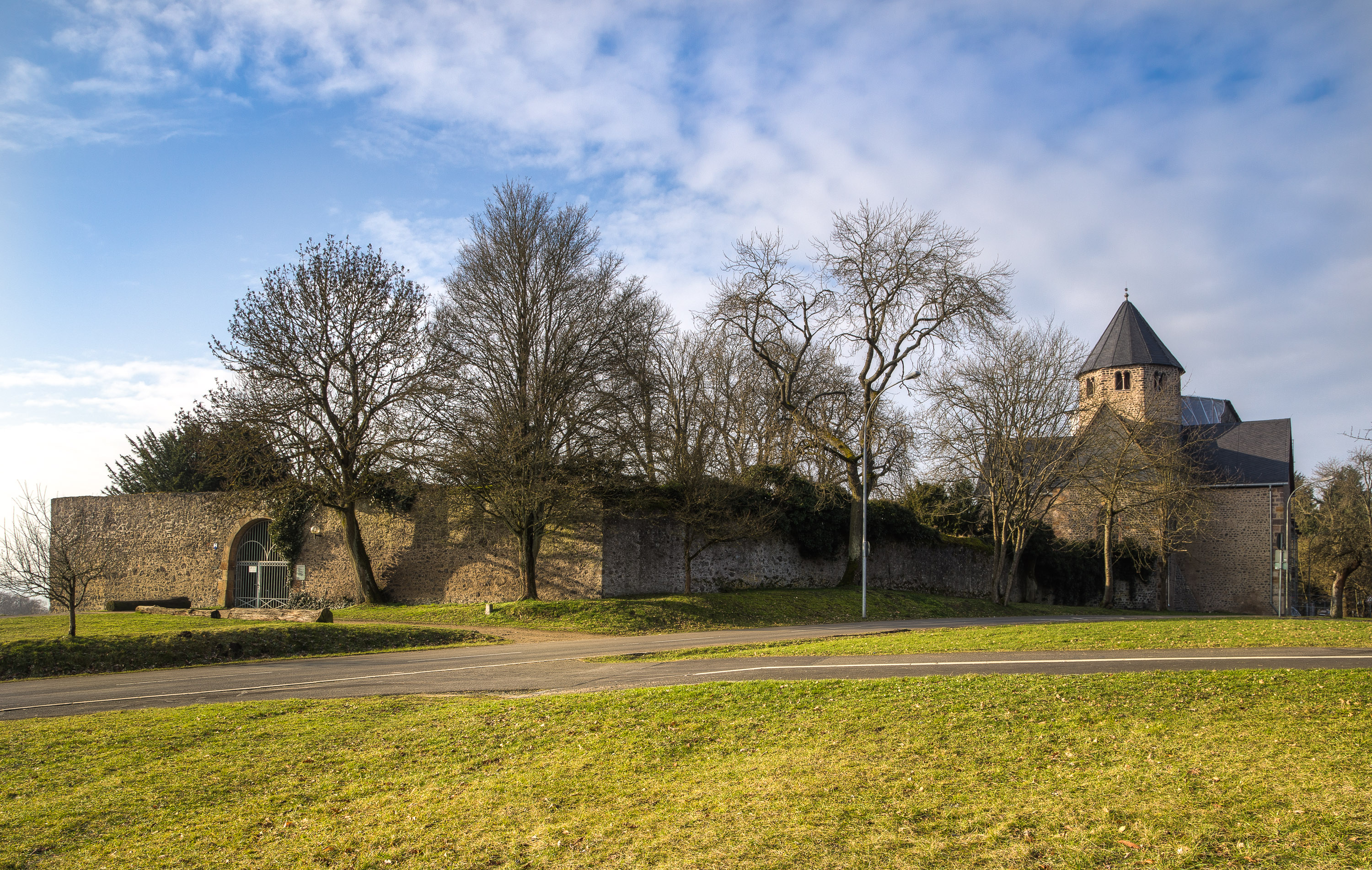
Blick von Osten: rechts die Basilika, links das Schaftor

Das Kloster Schiffenberg ist eine ehemalige Klosteranlage auf dem Gießener Hausberg Schiffenberg (281 Meter). Es befindet sich am südöstlichen Rand des Gießener Stadtwalds nahe dem Stadtteil Petersweiher und dem Pohlheimer Ortsteil Hausen. Die doppelchörige, ursprünglich dreischiffige Pfeilerbasilika mit Querschiff und oktogonalem Vierungsturm aus dem 12. Jahrhundert ist weitgehend erhalten. Aufgrund ihres Alters und ihrer architektonischen Bedeutung wurde ihr im Juli 2012 der Rang eines Bauwerks von nationaler Bedeutung zuerkannt. Im Sommer werden die Basilika und der Hof für kulturelle Veranstaltungen wie den Gießener Kultursommer und Gottesdienste genutzt.

## Name
Die Bedeutung des Namens „Schiffenberg“ ist nicht gesichert. Weder ist eindeutig, was mit dem Erstglied „Schiffen“ bezeichnet wird, noch ist geklärt, ob das Zweitglied „Berg“ oder „Burg“ meint. Insgesamt werden mindestens sechs unterschiedliche Deutungen des Namens vertreten. Die ältesten Belege lauten „Skephenburc“ (1129) und „Sefphenberch“ (1139). In der älteren Forschung ist die Ableitung vom althochdeutschen „sceffin(o)“ und mittelhochdeutschen „schepfe, scheffe“ (Schöffe) gängig. Demzufolge bedeutet Schiffenberg: Burg/Berg der Schöffen. Dies scheint geschichtlich stimmig, da im 11. Jahrhundert der Sitz der Schöffen verlegt wurde. Jedoch sind ab 1148 Namen mit I statt E geläufig: „Schiffinburch“ (1148), „Schiphenburch“ (1145/1153), „Schiffenburg“ (1265). Dies steht der „Schöffen“-Deutung entgegen, da eine derartige Hebung von E nach I sonst nicht zu belegen ist. Etymologisch wahrscheinlicher ist deshalb die Ableitung von „schief“ (aus dem Niederdeutschen ins Mittelhochdeutsche), alternativ auch vom althochdeutschen „Siffo“ (Kaufmann).

## Geschichte

### Frühgeschichte

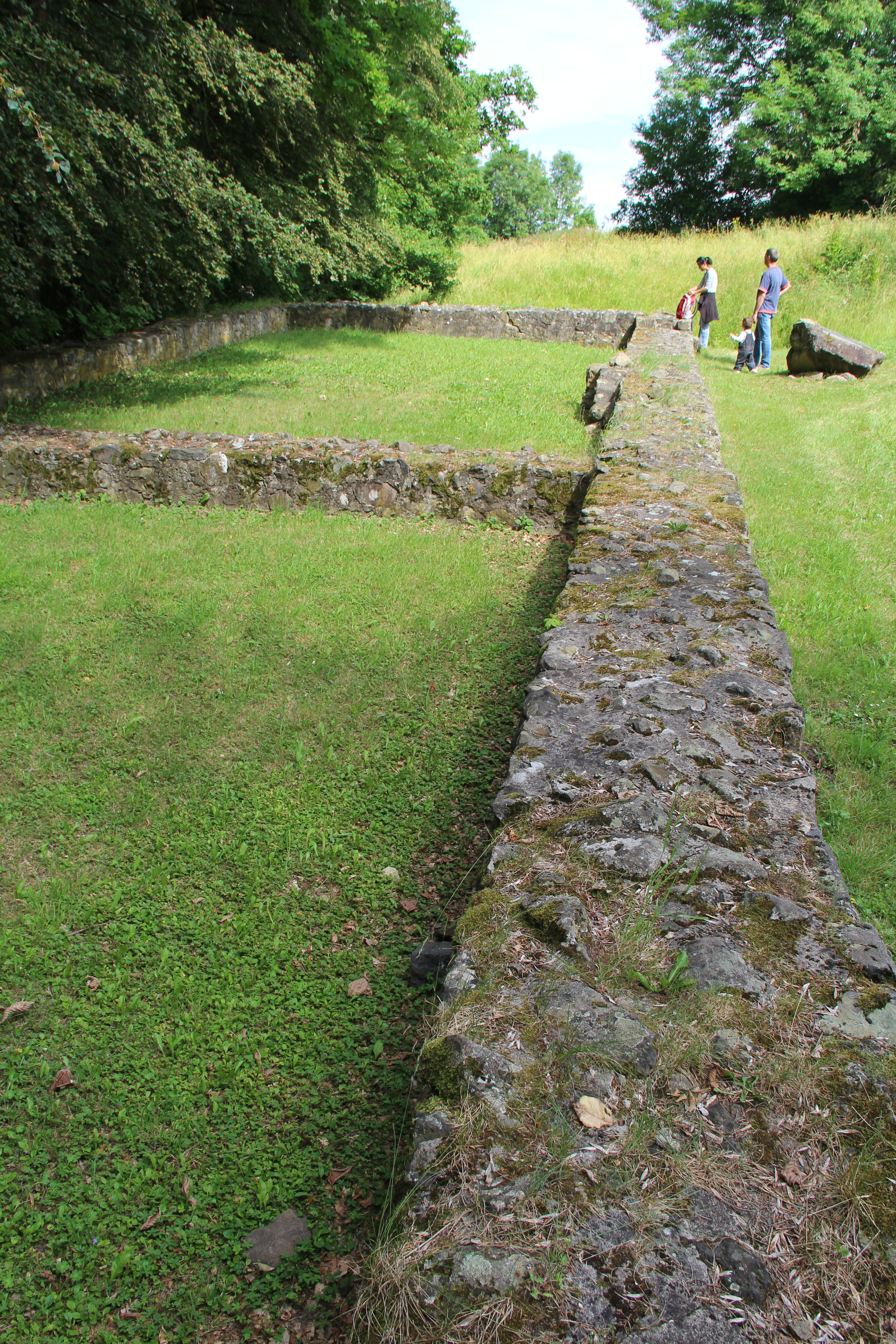
Mauerreste eines vorklösterlichen Gebäudes im „Eselsgartens“

Ausgrabungen förderten vorgeschichtliche Scherbenfunde der Bandkeramischen Kultur (4000 v. Chr.) und der Michelsberger Kultur zutage. Eine Ausgrabung nördlich der Klosteranlage zeigt frühe Siedlungsspuren auf dem Schiffenberg, die auf die späte Bronzezeit um etwa 1000 v. Chr. datiert werden. Baggerschnitte im Innenhof stießen 1978 auf eine Grube aus der späten Urnenfelderkultur, die eine Höhensiedlung im 8. Jahrhundert v. Chr. wahrscheinlich macht. Aus den zahlreichen Scherben wurden vorerst vier Gefäße rekonstruiert.

### Vorklösterliche Zeit

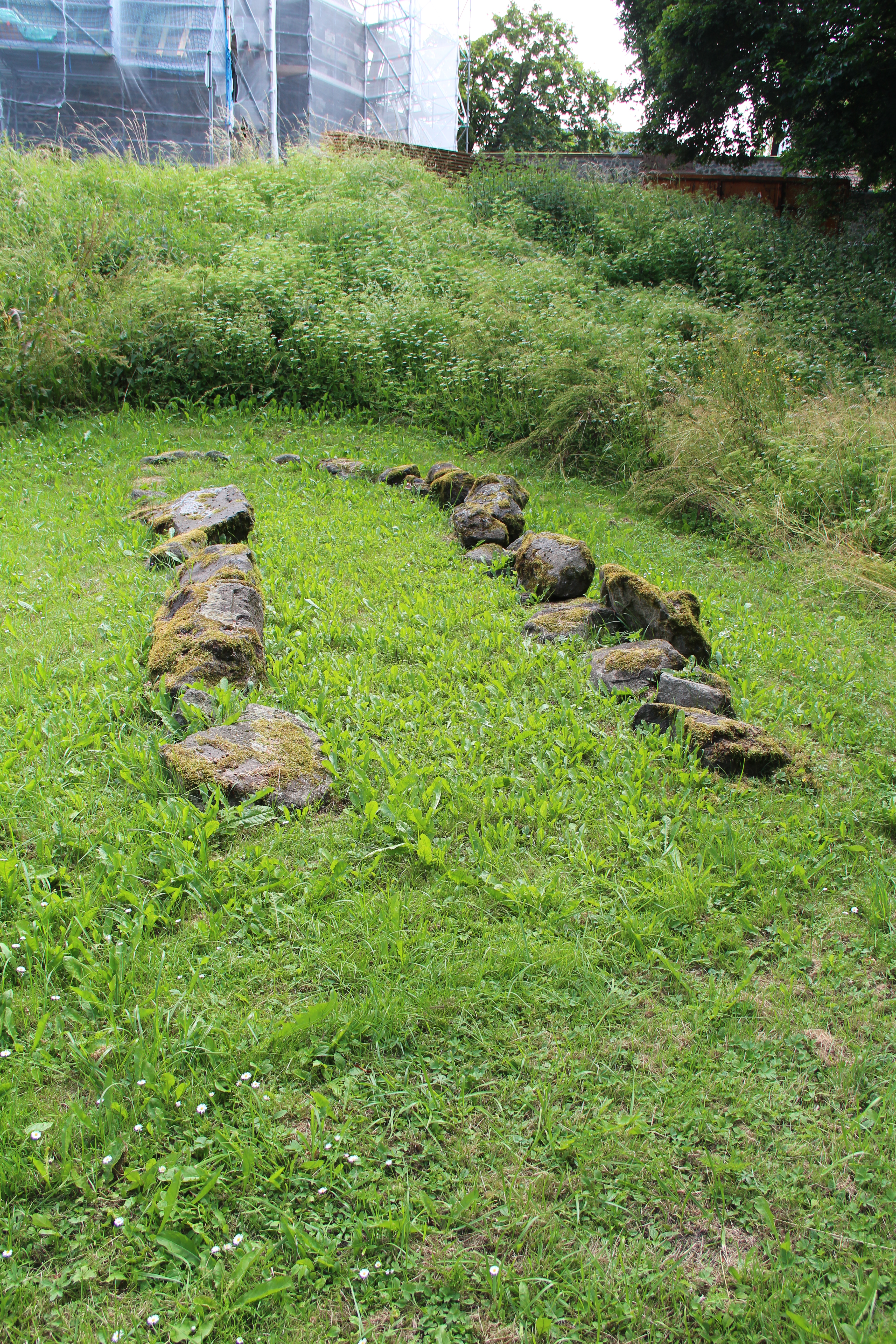
Rekonstruktion der Umrisse des Kalkbrennofens

Die Entstehung der „Skephenburc“ wird im späten 7. Jahrhundert angenommen. Keramikfunde reichen bis in die Zeit um 800 n. Chr. Die Vorgängerbauten gehen ebenso wie die Umfassungsmauer und die weiter östlich (im Bereich der Rodelwiese) entdeckten Wehrgräben und Toranlage in den ältesten Teilen auf die fränkische Zeit des 7.–8. Jahrhunderts zurück. Während die steil abfallenden Seiten des Schiffenbergs nach Süden, Norden und Westen in vorklösterlicher Zeit durch eine Umfassungsmauer geschützt wurden, sicherten dreifache Wehrgräben die nur flach ansteigende Ostseite. Ein Torturm im Osten führte in die fränkische Anlage. Ihre Funktion ist unklar, doch könnte sie als Etappenhof die vorbeiführenden Straßen gesichert haben. Über dem inneren Graben war ein Gebäude auf rechteckigem Grundriss errichtet (11 × 6 Meter). Die Mauerreste gehören zu einem Keller und ermöglichen keine genaue Datierung.
Die am nördlichen Hang nachgewiesene Randmauer hat wahrscheinlich die gesamte Burganlage umschlossen. Aus dem 9.–11. Jahrhundert n. Chr. sind im Bereich des Torgartens („Eselsgartens“) Mauerreste eines rechteckigen, wahrscheinlich zweistöckigen Baukörpers erhalten (etwa 24 × 9 Meter), der in zwei Räume aufgeteilt war und 0,96 Meter (= 3 karolingische Fuß) starke Mauern aufwies. Ein Treppenansatz im Inneren weist auf eine zweigeschossige Anlage, deren Funktion unbekannt ist. Im Osten schloss sich ein Anbau an (5,10 Meter in Ost-West, 7,75 Meter in Nord-Süd). Angrenzend wurde ein Kalkbrennofen entdeckt, der aus aufeinandergesetzten Steinen aufgeführt war, die mit Lehm verstrichen waren.
Im 10. Jahrhundert war der Schiffenberg in Besitz der Konradiner und gehörte zur Grafschaft Gleiberg. Durch Erbschaft gelangte er 992 an die Grafen von Luxemburg.

### Kloster

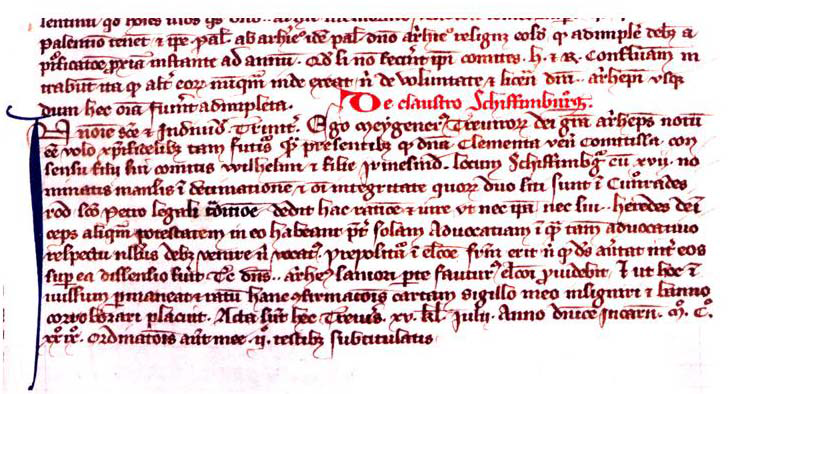
Kopie der Gründungsurkunde von 1129 aus dem 14. Jahrhundert

1129 wurde das Gelände von Gräfin Clementia von Gleiberg, der Witwe Konrads I. von Luxemburg, dem Erzbistum Trier gestiftet, mit der Maßgabe, dort ein Kloster zu errichten. Noch im gleichen Jahr weihte Erzbischof Meginher von Falmagne die unfertige Anlage. Die Klosterkirche wurde von 1130 bis 1150 in mindestens zwei Bauabschnitten gebaut und Maria geweiht. Kirchlich gehörte sie zum Archipresbyterat Wetzlar des Archidiakonats St. Lubentius Dietkirchen im Bistum Trier. Kurz darauf bezogen Augustiner-Chorherren aus dem Mutterkloster Springiersbach an der Mosel das Kloster. Ende des 12. Jahrhunderts wurde die Kirche durch einen überwölbten Westchor vergrößert, der von zwei Rundtürmen flankiert wurde.
1239 wurde erstmals ein Chorfrauenkonvent auf dem Schiffenberg erwähnt, dem spätestens seit 1241 eine Meisterin vorstand. 1264 klagten die Chorfrauen vor einem Gießener Schöffengericht, dass die Chorherren ihren Pflichten ihnen gegenüber nicht nachkämen. Die daraufhin verhängte Güterteilung zwischen den beiden Konventen zog sich noch bis 1323 hin. Vermutlich in der ersten Hälfte der 1280er Jahre bauten und bezogen die Chorfrauen ein eigenes Kloster am Fuße des Berges und nannten es „Cella“. Die erste Kirche in Cella trug ein Marienpatrozinium, 1317 wurde diese abgerissen und die Altäre in einen Neubau übertragen, welcher der Heiligen Katharina geweiht war.
Zu diesen und weiteren Streitigkeiten der Chorherren kamen Misswirtschaft und die eigenen politischen Ziele von Erzbischof Balduin von Trier, aufgrund derer er das Kloster der Augustiner-Chorherren im Jahr 1323 aufhob und es dem Deutschen Orden anvertraute. Von diesem Zeitpunkt bis 1809 war das Kloster Schiffenberg Deutschordenskommende.
Das Frauenkloster bestand etwas länger. Von einem Brand, dem Cella im Jahr 1334 bis auf die neu errichtete Kirche zum Opfer fiel, sollte es sich nicht wieder erholen. Cella verarmte immer mehr, sodass die vier verbliebenen Chorfrauen 1449 um Inkorporation in das Deutschordenshaus auf dem Schiffenberg baten. Erzbischof Jakob I. von Trier besiegelte im Jahr 1450 das Ende des kleinen Klosters, von dem heute nur noch wenige Bodenmerkmale zu erkennen sind.

### Deutscher Orden

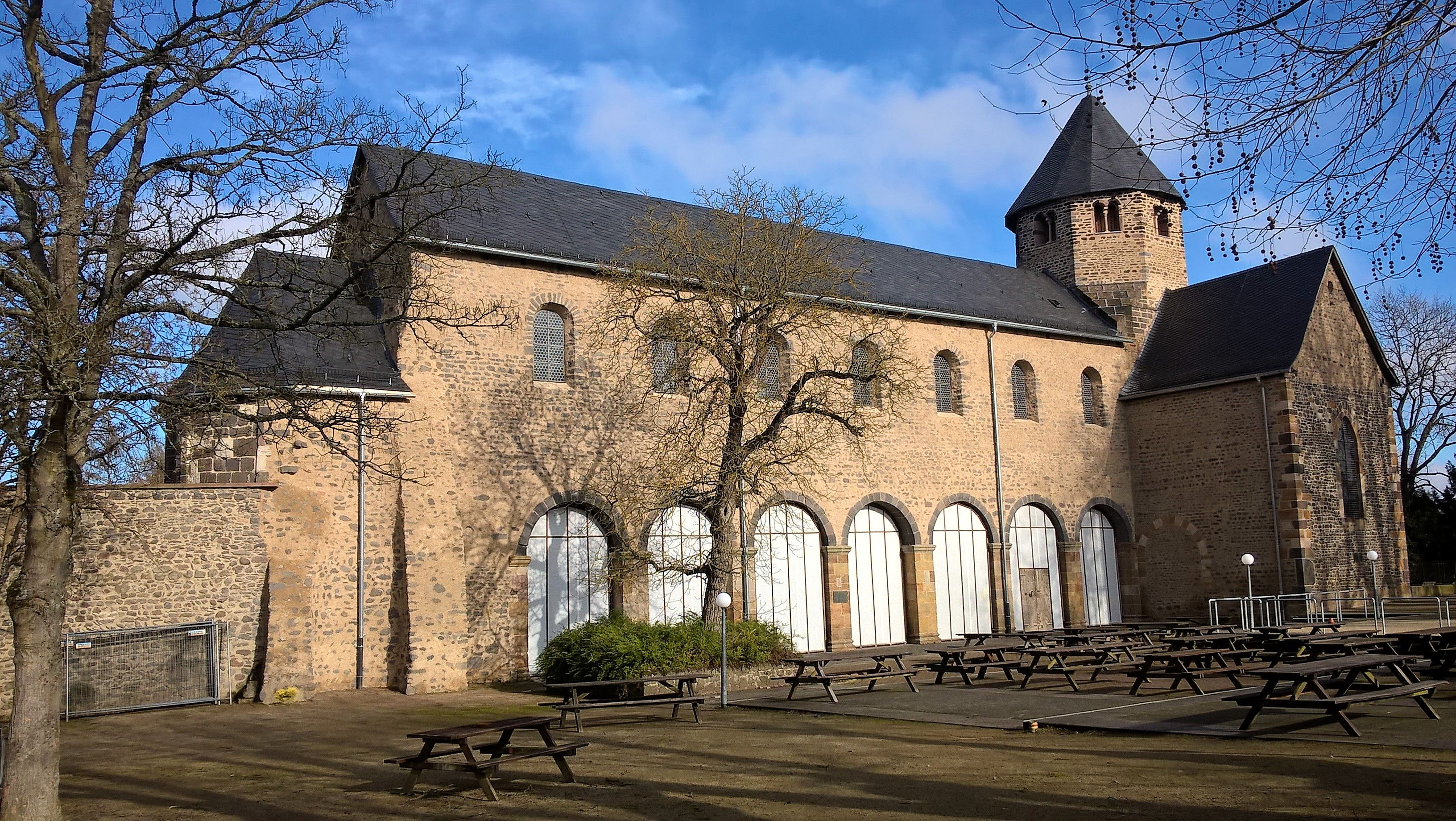
Provisorisch verschlossene Südseite der Basilika (2017)

Innerhalb des Deutschen Ordens gehörte die Kommende Schiffenberg zur Ballei Hessen. Da das ehemalige Kloster für die Seelsorge zuständig war, wurden vom Trierer Erzbischof Balduin von Luxemburg ein paar Übergangsregelungen getroffen: Ein Propst sollte die Deutschordenskommende leiten. Es waren 12 Konventsmitglieder vorgesehen, darunter die Hälfte Priesterbrüder. Letztere sollten die Seelsorge weiter aufrechterhalten, nicht nur in der Kirche auf dem Schiffenberg, sondern auch in acht anderen Kirchen und Kapellen, die der Kommende unterstanden. 1333 wurde die Kommende zum Sitz eines Komturs.
Die wirtschaftliche Lage der Kommende war jedoch nicht so, dass sie einen so hohen Personalstand ernährte. Deswegen wurde die Regel angepasst und die Zahl der notwendigen Konventsmitglieder und Priesterbrüder jeweils halbiert. Selbst das konnte nicht immer aufrechterhalten werden, denn in der ersten Hälfte des 15. Jh. lebten nur 2–4 Ordensmitglieder in der Kommende, erst in der zweiten Hälfte des 15. Jh. waren es wieder maximal 7 Ordensmitglieder, davon 3–4 im Priesterstand. Im 14. Jh. war die wirtschaftliche Situation sehr schlecht, in der ersten Hälfte des 15. Jh. immer noch schlecht. Die Kommende selbst wurde als Wirtschaftshof geführt, daneben besaß man noch den Baumgartenhof und den Neuhof in Leihgestern, wo im späten Mittelalter ausgedehnte Schafzucht betrieben wurde, dazu noch zwei weitere Höfe, und neben der Eigenbewirtschaftung mit eigenen Hofleuten hatte man ein paar Höfe verpachtet. Erst Ende des 15. Jh. besserte sich die wirtschaftliche Situation derart, dass man genügend Geld hatte, um die Propstei und die Komturei neu zu errichten. Im Gegensatz zur reichen Landkommende in Marburg blieb die Kommende auf dem Schiffenberg jedoch arm. Der Propst blieb in der Personalstruktur weiterhin vorgesehen, auch wenn er oft identisch mit dem Komtur war, der beide Ämter in Personalunion versah. Der Komtur war der Leiter der Kommende in der Deutschordenshierarchie, der Propst leitete Verwaltung und Seelsorge. Aus den folgenden Jahrhunderten sind immer wieder Rechtsstreitigkeiten um die Verwaltung der Kommende und der zugehörigen Besitzungen überliefert. Gut Neuhof in Leihgestern wurde Anfang des 13. Jahrhunderts gegründet und war der größte und erträglichste Einzelbesitz der Kommende. In spätgotischer Zeit wurden Querhaus und Chor der Basilika umgebaut und erhielten ein steileres Dach. Die drei Ostapsiden wurden abgerissen und durch die bestehende Rechteckapsis ersetzt. Im Jahr 1516 wurden in Ostchor und Querschiff ein Sterngewölbe eingebaut.

### Reformation und Folgen
Ab 1526 führte Philipp I. von Hessen die Reformation in der Landgrafschaft Hessen ein. Die zahlreichen Filialgemeinden der Kommende wurden 1532 lutherischen Pfarreien zugeordnet. Der Versuch Philipps, im Jahr 1543 die Kommende zu säkularisieren, misslang. Jedoch setzte Philipp seinen Beamten über die Verwaltung der Kommende ein. Bis 1561 wurden dort – vermutlich als letzter Ort in Hessen – römisch-katholische Gottesdienste abgehalten. Der Schiffenberg erhielt erst 1562 einen lutherischen Pfarrer, der dort bis 1582 wohnte. Dem Landgrafen Philipp ging es insbesondere um die Landsässigkeit, und ihm war es ein Dorn im Auge, dass die Besitzungen des Deutschen Ordens aufgrund der Reichsunmittelbarkeit des Ordens eine Enklave mit Sonderrechten darstellten, wo er nicht die volle Landeshoheit hatte. Erst 1584 konnte im Vertrag von Karlstadt die Frage des Verhältnisses zwischen dem Deutschen Orden und dem Landgrafen zur beiderseitigen Zufriedenheit geregelt werden. In der Reformationszeit kam es zu einer bemerkenswerten Entwicklung: Geboren aus der Personalnot und religionspolitischen Umständen wandelte sich die hessische Ordensprovinz von einer katholischen zu einer trikonfessionellen. Aus der Kommende wurde allmählich ein großer Gutshof, der von höheren Offizieren als Komturen verwaltet wurde, die die Aufgaben Verwaltern übertrugen. Zwischen 1582 und 1838 wurde der Schiffenberg kirchlich von Steinbach betreut, danach nach Hausen umgepfarrt.
Der Schiffenberg gehörte zum Amt Hüttenberg, einem Kondominium zwischen der Grafschaft Nassau und der Landgrafschaft Hessen, das ab 1703 im alleinigen Besitz von Hessen-Darmstadt war. 1803 fasste die Landgrafschaft ihre nördlich des Mains gelegenen Gebiete in dem Fürstentum Oberhessen (später: Provinz Oberhessen) zusammen, wo nun auch der Schiffenberg lag, 1806 wurde die Landgrafschaft zum Großherzogtum Hessen aufgewertet. Dieses führte 1821 eine Verwaltungsreform durch, in der das Amt Hüttenberg aufgelöst wurde. Übergeordnete Verwaltung war nun der Landratsbezirk Gießen, zuständiges Gericht das Landgericht Gießen.
In nachreformatorischer Zeit folgten verschiedene Umbauten der Basilika. 1561 wurde das Langhaus durch eine Mauer abgetrennt und seitdem wurden nur noch Querhaus und Chor gottesdienstlich genutzt. Das Inventar samt Orgel wurden 1737 verkauft. Zwischen 1561 und 1751 folgte der Abriss des südlichen Seitenschiffs samt dem südlich vorgelagerten Kreuzgang. Die Empore war in nachreformatorischer Zeit gegenüber dem Chor an der Zwischenwand von 1561 angebracht und wurde 1595 im nördlichen Seitenschiff eingebaut. Im Jahr 1690 erhielt der Chor ein hölzernes Kreuzgewölbe, das 1737 auch in die Querhausflügel eingezogen wurde, nachdem das südliche Gewölbe 1735 eingestürzt war. Das nördliche Seitenschiff wurde zugemauert und diente als Stellmacherei und Obstdarre. Nach Zumauerung der südlichen Arkaden diente ein Teil des Mittelschiffs als Orangerie. 1837 wurde auch die Restkirche entwidmet. Die in der Mitte des 18. Jahrhunderts angeschaffte Orgel mit fünf Registern und das Kirchengestühl wurden verkauft und die gesamte Kirche als Scheune und Schafstall genutzt.

### Wirtschaftshof

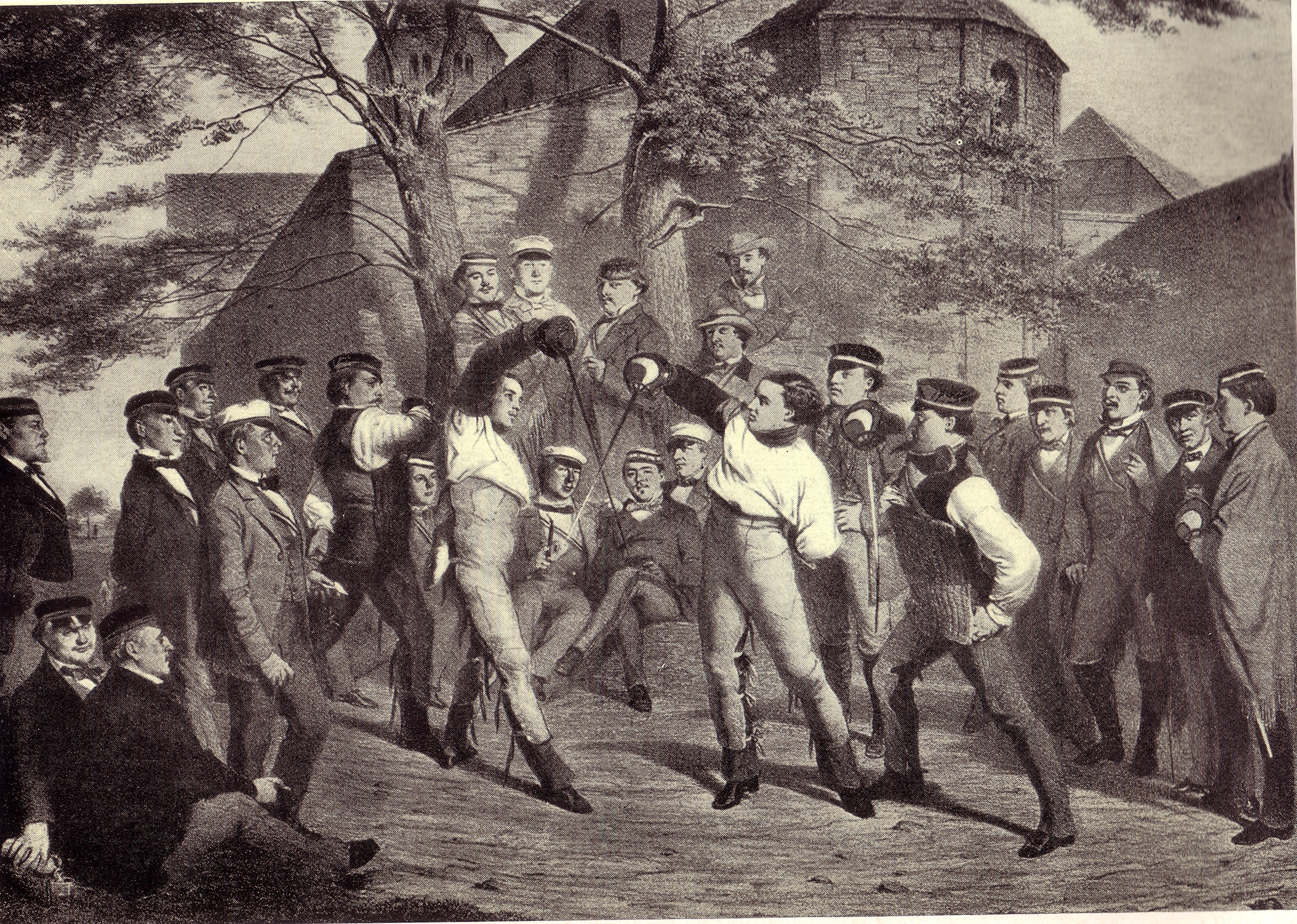
Der Schiffenberg als Mensurlokal: Partie Teutonia c/a Starkenburgia, Wintersemester 1855/56

Als Napoleon Bonaparte 1809 im Zuge der Säkularisation den Deutschen Orden aufhob und seine Besitzungen an seine Verbündeten im Rheinbund verteilte, kam der Schiffenberg als Domäne an das Großherzogtum Hessen (Hessen-Darmstadt). Ab 1837 war das ehemalige Kloster an die Lyncker verpachtet. Damit begann es, zu einem beliebten Ausflugsziel für die Gießener Bevölkerung und die Studenten zu werden. Im 19. und 20. Jahrhundert war der Schiffenberg eines der wichtigsten Pauklokale der Gießener Studentenschaft. 1885/86 wurden die wirtschaftlichen Einbauten in der Kirche entfernt und ältere Wirtschaftsgebäude, die sich direkt an die Kirche anschlossen, abgerissen und neue gebaut, die ihrerseits 1972/73 niedergelegt wurden. Die Ruine erhielt in den Jahren 1902 bis 1904 ihre heutige Gestalt. Bei Grabungen in diesen Jahren wurde die halbrunde Ostapsis nachgewiesen.

### Städtischer Besitz
Im Jahr 1939 kam der Schiffenberg im Rahmen einer Gebietsreform zur Gießener Stadtgemarkung. 1972 endete der Pachtvertrag mit Familie Lyncker und erwarb die Stadt Gießen vom Land Hessen den Schiffenberg, um ihn als Naherholungsgebiet auszubauen. Das Hochbauamt unter Baudirektor Hans-Werner Riebel nahm in Zusammenarbeit mit der Unteren Denkmalschutzbehörde den Um- und Ausbau vor. Die Wirtschaftsgebäude, die an die südöstliche Umfassungsmauer angrenzten, wurden abgerissen und ein Gebäude im Innenhof in einen Kiosk umgebaut. In drei Bauabschnitten erfolgte von 1974 bis 1977 die Sicherung, Sanierung und der Umbau der Gebäude, in die die Stadt über 3,4 Millionen DM investierte. Seit 1976 dient die ehemalige Komturei als Gasthaus und seit 1992 der ehemalige Pferdestall als Galerie. Archäologische Ausgrabungen wurden zwischen 1972 und 1981 sowie im Jahr 2014 durchgeführt. Die Kosten für eine weitere Sanierung der Gebäudekette von Komturei bis Brauhaus in den Jahren 2003/2004 beliefen sich auf 1,2 Millionen Euro und für die als vorbildlich bezeichnete Sanierung der Basilika in den Jahren 2011 bis 2015 auf 3,3 Millionen Euro. Im Jahr 2012 wurde die Basilika als Bauwerk von nationaler Bedeutung eingestuft. 2016 erhielt sie den Hessischen Denkmalschutzpreis. Die Verkleidung der sieben südlichen Arkaden mit Glas im Jahr 2018/2019 bildet den Abschluss der Renovierungsmaßnahmen.

## Beschreibung

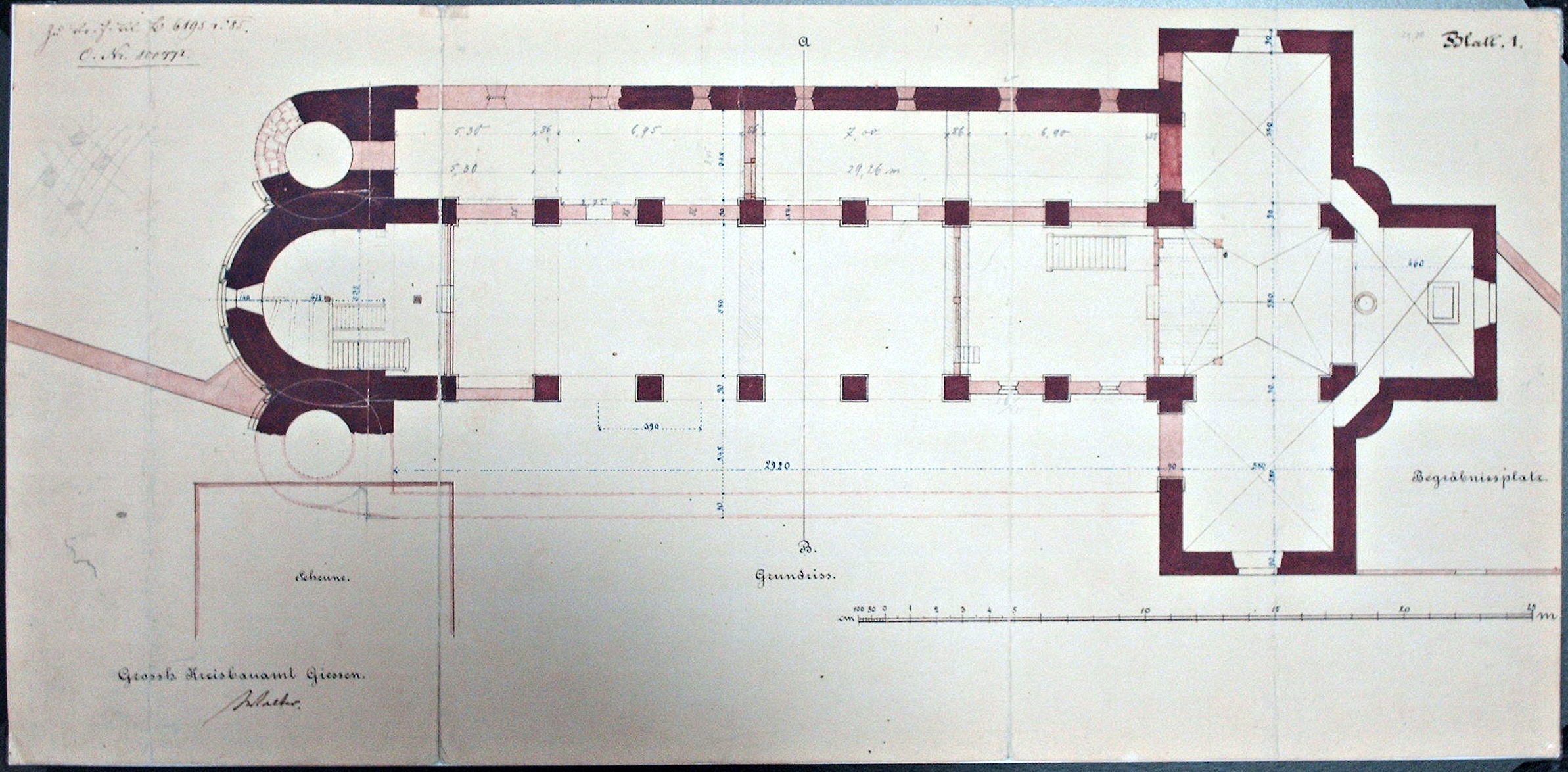
Grundriss der Basilika

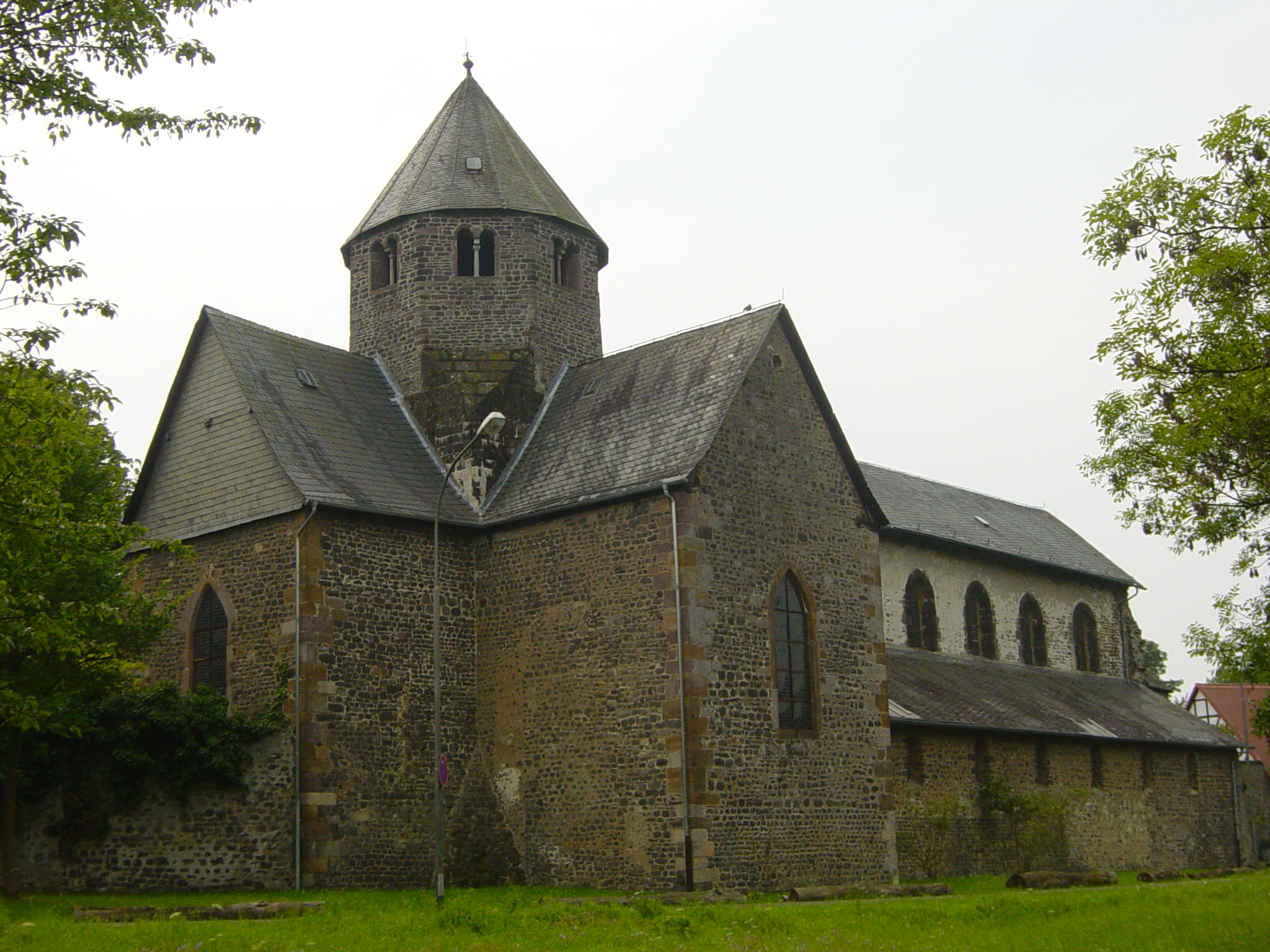
Klosterkirche von Nordost

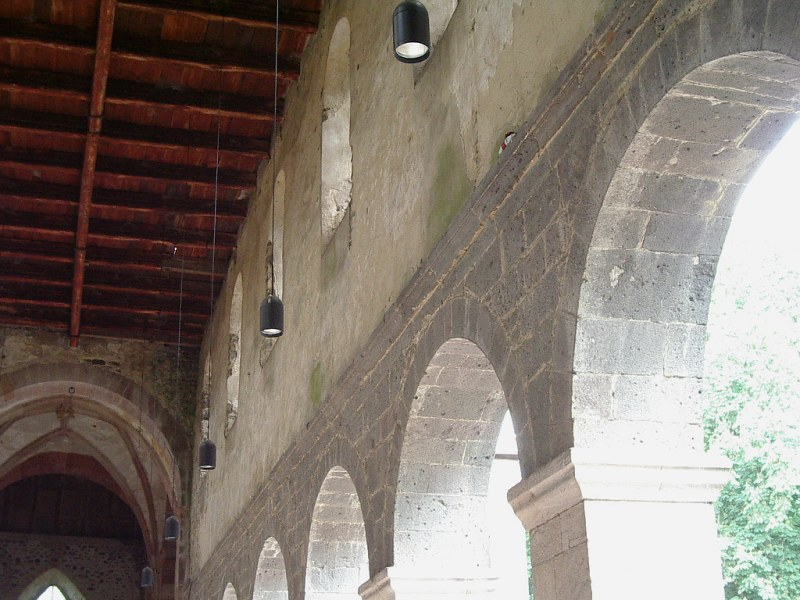
Langhaus der Basilika mit Blick in den hölzernen Dachstuhl

### Kirche
An der Nordseite des großen Innenhofs, der mit alten Bäumen bestanden ist, erhebt sich eine geostete romanische Pfeilerbasilika mit Querschiff. Sie ist als einziges Gebäude aus der Klosterzeit erhalten. Die Kirche besteht vorwiegend aus unverputztem Bruchsteinmauerwerk mit Eckquaderung aus Sandstein und wenig Lungstein. Nur die Hochschiffwände sind verputzt. Als Baumaterial diente überwiegend Basalt. Die Pfeiler und Arkaden haben Sandsteinquaderung. Aus Lungstein sind das Quadermauerwerk der Westapsis und die Rahmung der Obergadenfenster. In den Arkadenzwickeln ist ein Werksteinwechsel zu Lungstein auszumachen, der einen Planwechsel oder Umbau im Westteil belegt. Das schmale Mittelschiff (29,86 Meter lang, 5,79 Meter breit) wird durch rundbogige Obergadenfenster belichtet. Die Arkaden ruhen auf sechs viereckigen Pfeilern mit attischen Basen und wulstigen Kämpferplatten. Das nördliche Seitenschiff hat ein Pultdach und kleine Rundbogenfenster. Durch den Abriss des südlichen Seitenschiffs entstand ein offener Bogengang, durch den man das Hauptschiff auf ganzer Länge von der Seite betreten kann. Das Querhaus ist im Norden 6,33 Meter lang und im Süden 6,20 Meter. Eine Besonderheit ist der Vierungsturm, der aus einem Quadrat über Schrägen in ein Achteck übergeht und von einem 16-eckigen Helm bedeckt wird. Er hat gekuppelte rundbogige Schallarkaden und schlanke Säulen mit Würfelkapitellen und Kämpfern. Im Zuge einer Restaurierung der Basilika wurde dendrochronologisch nachgewiesen, dass der Dachstuhl des Langschiffs aus dem Jahr 1162 und der des Turmhelms aus dem Jahr 1142 stammt und somit einer der ältesten erhaltenen Dachstühle in Deutschland ist. Das Dreiergeläut im Vierungsturm ging im Laufe der Jahrhunderte verloren. 1992 wurde die Marienglocke des 14. Jahrhunderts nachgegossen. Die westliche, halbrunde Apsis (4,94 Meter lang), die die gesamte Breite des Mittelschiffs einnimmt, wird durch Lisenen gegliedert und durch ein einziges hochsitzendes romanisches Fenster belichtet. Die zwei begleitenden Rundtürme aus dem Ende des 12. Jahrhunderts sind fast komplett zerstört und waren wahrscheinlich nie ganz ausgeführt. Ursprünglich waren alle Baukörper flachgedeckt. Das Sterngewölbe der Vierung von 1516 ist als einziges Gewölbe vom gesamten Ostteil erhalten. Es ruht auf Konsolen, von denen zwei mit Köpfen verziert sind. Der Schlussstein ist mit einem Wappen belegt. Ein Eselskopf weist auf den Komtur Johann Riedesel von Bellersheim; die Jahreszahl 1516 ist in Spiegelschrift angebracht. Zwei steinerne Konsolen des hölzernen Kreuzgewölbes in Chor und Querhausarmen tragen ebenfalls Köpfe. Ein rundbogiger Triumphbogen, dessen Vorlagen wegen des Gestühls erst in 1,80 Meter ansetzen, öffnet die Vierung zum Mittelschiff. Querhaus und Ostchor wurden in spätgotischer Zeit verkürzt. Der querrechteckige Chor wird seitdem durch schräge Verbindungsgänge hinter den östlichen Vierungspfeilern mit den Seitenschiffen verbunden. Die Gänge treten nach außen als Kegel aus den Mauerecken. Gegenüber der Vierung ist der Chor um drei Stufen erhöht. In alle drei Giebelseiten des Ostteils ist ein großes Spitzbogenfenster eingebrochen. Das östliche Giebeldreieck ist verschiefert. Das Westportal im Nordflügel ist heute vermauert. Im Jahr 2014 wurden die Fundamente einer östlichen Chorapsis, Mauerreste eines Kreuzgangs und zwei in den Fels gehauene Gräber entdeckt. Der Bau verzichtet fast gänzlich auf Bauschmuck und wirkt durch seine schlichte Monumentalität und stilistische Geschlossenheit.

### Ausstattung der Kirche

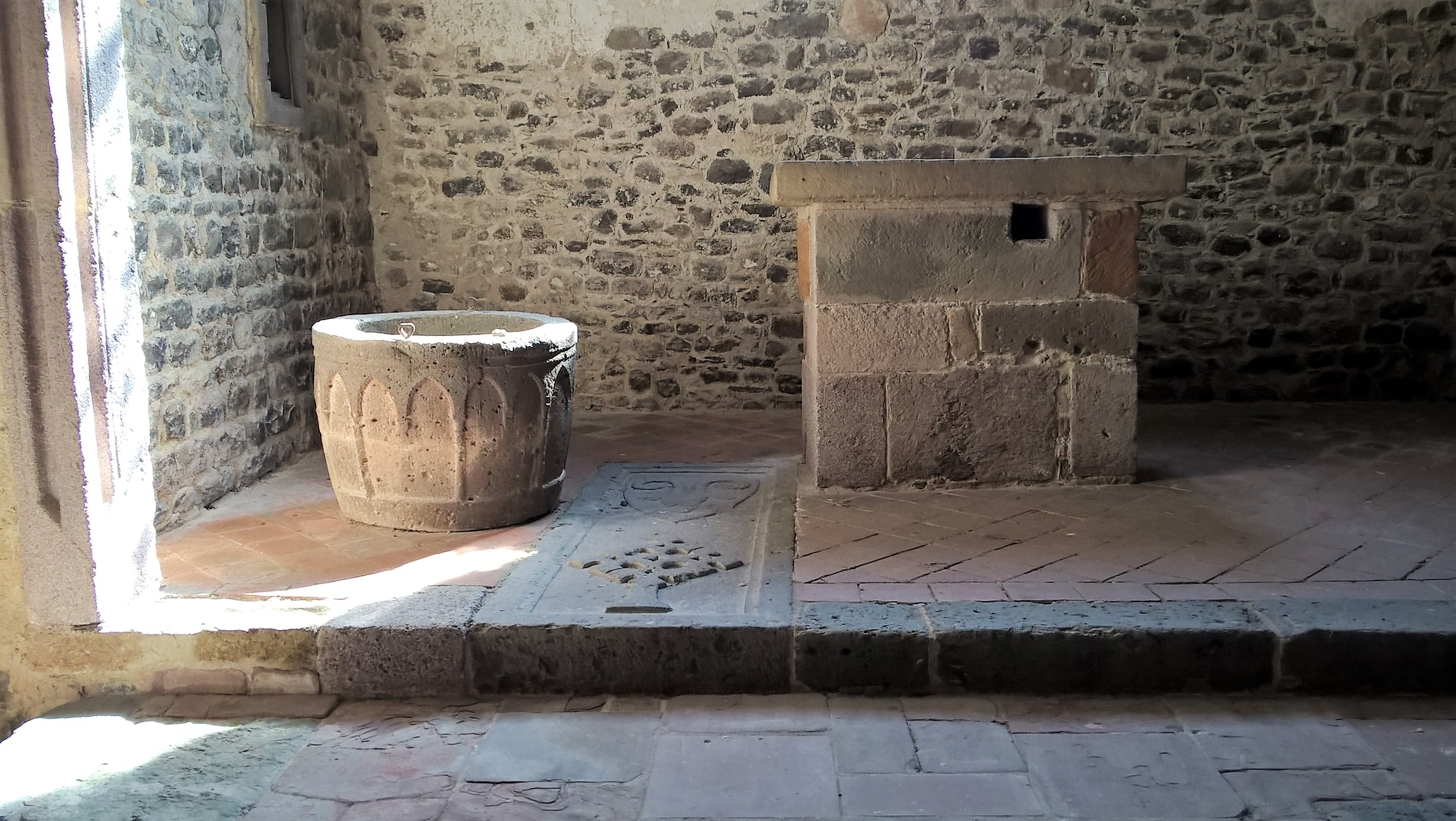
Frühgotisches Taufbecken und Altar

Von der Ausstattung sind nur wenige Teile erhalten, unter anderem ein frühgotischer Taufstein des 13. Jahrhunderts aus Basalt (0,70 Meter hoch, 0,93 Meter Durchmesser) mit sieben spitzbogigen Doppelblenden im Chorraum. Der schlichte Blockaltar mit einer kleinen Reliquiennische ist aus bunten Quadersteinen unterschiedlicher Größe aufgemauert und wird von einer überstehenden Platte aus Lungstein bedeckt (1,73 × 0,93 × 0,28 Meter), die von einem größeren Altar stammt. In der Nordseite des Chors ist eine rundbogige, vergitterte Sakramentsnische erhalten. Die hölzerne, stark beschädigte, herrschaftliche Empore in der Westapsis ist farbig gefasst. Sie trägt die Inschrift: „15 OTMAR VOИ GALEИ CVMMEИTVR ZVM SCHIFFEИBERG TEVSCHEИS ORDEИS AИИO DOMIИI 95“. Eine frühgotische, steinerne „Madonna vom Schiffenberg“ aus dem Jahr 1322 wurde wahrscheinlich von Balduin von Trier anlässlich der Übergabe des Klosters an den Deutschen Orden aus territorialpolitischen Gründen gestiftet. Das Original befindet sich seit 1917/1918 im Hessischen Landesmuseum Darmstadt. Zwei Repliken des Torsos wurden 1977 gefertigt, eine steht seit 2018 wieder in der Wandnische im südlichen Querhaus eine, eine weitere in St. Bonifatius. Ein Messkelch in Silbervergoldung aus dem 13. Jahrhundert wird heute von der Kirche in Hausen als Abendmahlskelch verwendet. Der Knauf ist mit Medaillons mit den vier Evangelistensymbolen und der runde Fuß ist mit einem Kruzifix verziert. In der östlichen Außenwand des Chors ist ein Männerkopf mit edlen Zügen aus weißem Sandstein eingelassen, dem möglicherweise eine apotropäische Wirkung zugesprochen wurde. Vielleicht wird aber Christus, der Baumeister oder der Stifter darstellt.

### Grabsteine und Wappentafeln in der Kirche
Erhalten sind einige Grabsteine aus dem 14.–17. Jahrhundert und einige Wappentafeln von Komturen des Deutschen Ordens aus dem 18. Jahrhundert. Im Einzelnen:

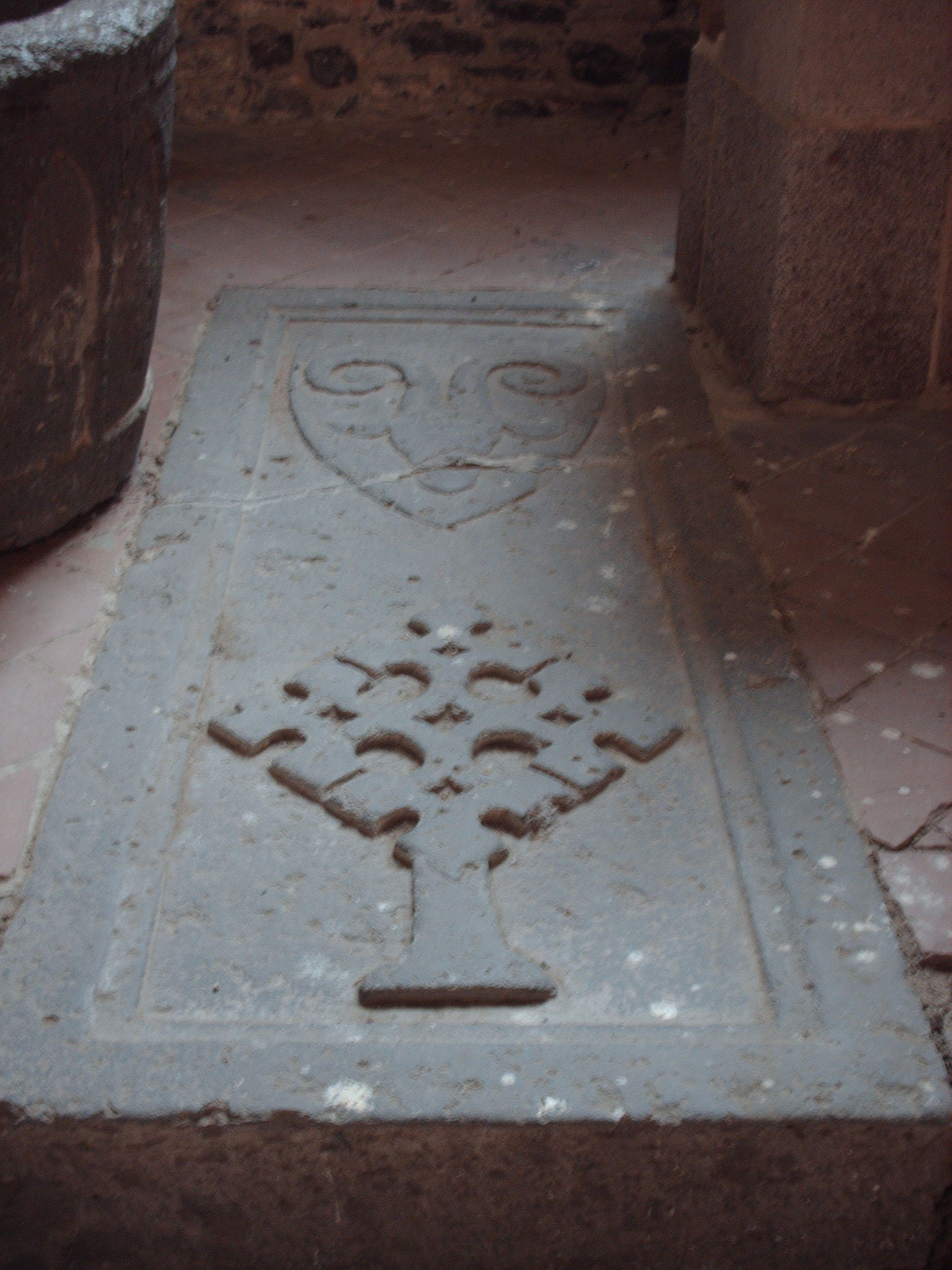
Anonyme Grabplatte aus dem 14. Jh., wahrscheinlich für Gernand von Buseck

- Noch aus der Gotik stammt eine inschriftenlose, 220 cm × 86 cm messende Grabplatte aus grauem Basalttuff in der Kirche (Chor-Fußboden), die das Wappen der von Buseck trägt. Im unteren Teil der Platte ist ein kreuzförmig aufgebauter, in seinem Umriss rautenförmiger, stilisierter Lebensbaum in erhabenem Relief dargestellt. Möglicherweise ist diese Grabplatte Gernand von Buseck zuzuordnen, der von 1334 bis 1337 als Kanoniker und Propst auftaucht, dann Deutschordensritter in Schiffenberg wurde.[56]
- Im südlichen Querarm der Kirche ist an der Ostwand die aus rotem Sandstein gehauene Grabplatte für den Schiffenberger Komtur Johann von Liederbach angebracht. Sie misst 208 cm × 99 cm. Die auf dem Rand umlaufende Inschrift lautet: „ANNO 1624 DEN 2 SEPTEMB(RIS) STARB DER / (EHRWÜ)RDIGE GESTRENGE EDLE UND VESTE HERR IOHANN VON LIEDERBACH COMMENTHUR ZU SCHI(FFENBERG) / (TEUTSCH) ORDENS NEUN IAHR HERR DES ORDENS / 24 IAHR SEINES ALTERS IM FÜNFUNDSIEBENTZIGSTEN IAHR DER LETZT(E) SEINES STAM(ME)S UND NAMENS DER SE(E)LEN GOTT GNADT“. Dieses letzte männliche Mitglied der oberhessischen Familie war, als er im 75. Lebensjahr starb, 24 Jahre lang Deutschordensritter und 9 Jahre lang Komtur in Schiffenberg gewesen. Im Zentralfeld befinden sich zwei weitere Inschriftenkartuschen mit Bibelzitaten oberhalb und unterhalb des Wappens, oben: „RO(E)M(ER) 14 V(ERS) 7 / DAN UNSER KEINER LEBET / IHM SELBER UND KEINER STIRBET / IHM SELBER LEBEN WIR SO LEBEN / WIR DEM HERRN STERBEN WIR SO / STERBEN WIR DEM HERRN DARUMB / WIR LEBEN ODER STERBEN SO SIND / WIR DES HERREN“, unten: „I TIMOTH(EUS) I V(ERS) 15 / Dan das ist Je gewislich war / und ein thewer werthes wort Das / Jhesus Christus in die welt kommen / ist die Sünder Selig zu machen / unter welchen ich der vornemb / ste bin“.[57]
- An einem Pfeiler gegenüber der Kanzel hängt ein Wappen für den Komtur Ernst Wladislaus Graf von Dönhoff, Inschrift: „E(RNST) U(LADISLAUS) G(RAF) v(on) DÖNHOFF T(EUTSCH) O(RDENS) R(ITTER) / C(omtur) zu S(chiffenberg) S(eine)r königl(ichen) MAJ(ESTÄT) in Preußen / wohl bestal(l)ter GENERAL LIEUTENANT / über dero INFANTERIE ANNO 1716“.[58]

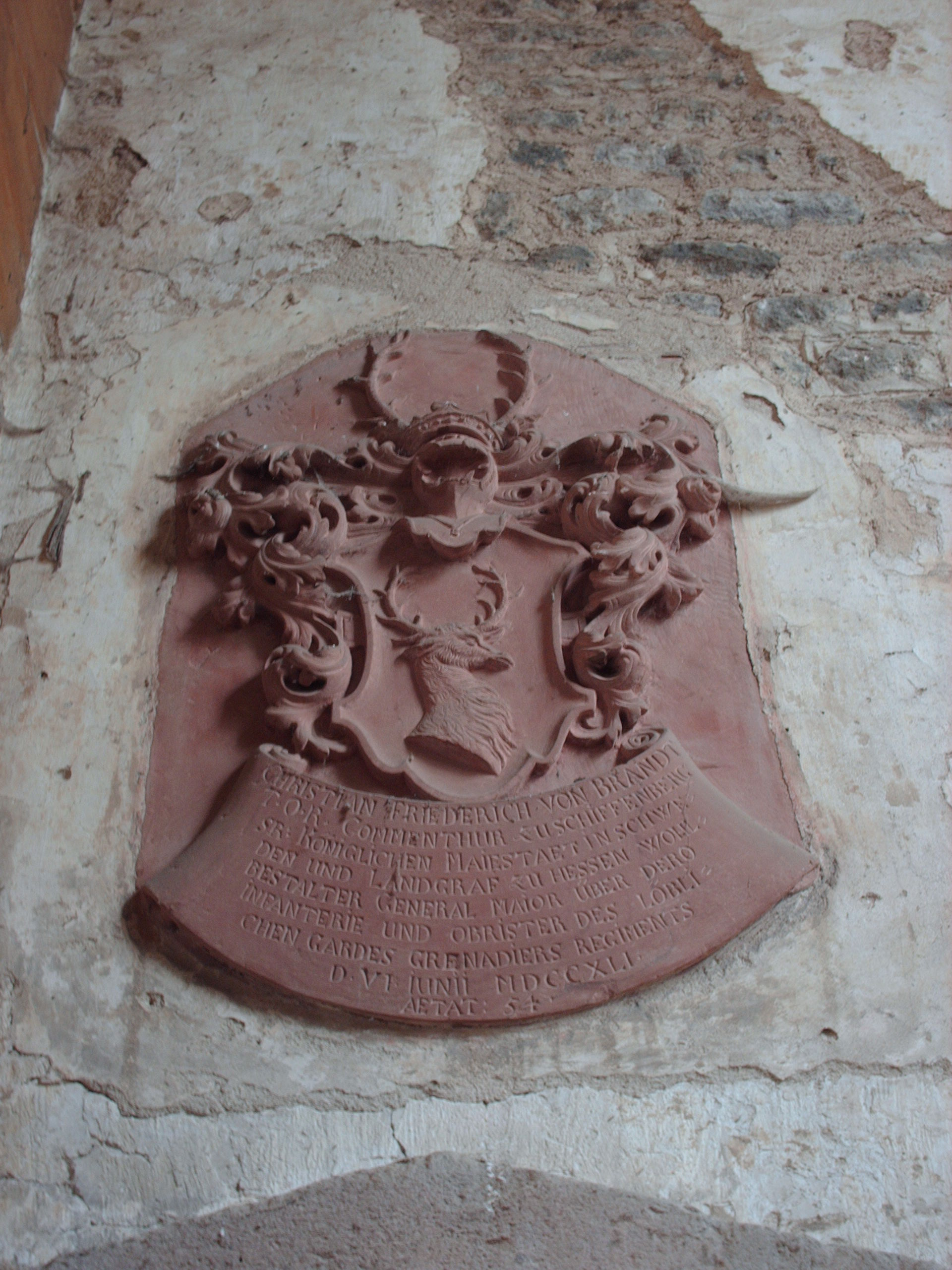
Wappenstein für DO-Komtur Christian Friedrich von Brand

- Der Wappenstein für den Komtur Christian Friedrich von Brand trägt folgende Inschrift: „CHRISTIAN FRIEDERICH VON BRANDT / T(EUTSCH) O(ORDENS) R(ITTER) COMMENTHUR ZU SCHIFFENBERG / S(EINE)R KÖNIGLICHEN MAIESTAET IN SCHWE=/DEN UND LANDGRAF ZU HESSEN WOHL=/BESTAL(L)TER GENERAL MAIOR ÜBER DERO / INFANTERIE UND OBRISTER DES LÖBLI=/CHEN GARDES GRENADIERS REGIMENTS / D(IE) VI IUNII MDCCXLI / AETAT(IS): 54“.[59]
- Der zeitlich nächste Wappenstein an den Pfeilern der Kirche ist für den Komtur Adam Alexander von Diemar. Die Inschrift lautet: „DER HOCHWÜRDIGE REICHS FREY HOCHWOHL/GEBOHR(E)NE HERR ALEXANDER FREYHERR DIEMAR T(EUTSCH) O(RDENS) R(ITTER) / RATHSGEBIETIGER DER LÖBLICHEN BALLEY HESSEN UND / COMMENTHUR ZU SCHIFFENBERG, IN DEN HOHEN ORDEN EIN/GEKLEIDET 1735 C(OMTUR) Z(U) S(CHIFFENBERG) 1748 AETATIS 49“.[60]
- Der zeitlich jüngste Wappenstein ist für den Schiffenberger Komtur Friedrich Unico von Münster zu Surenburg vom Burgmannshof zu Meppen. Die am Rand beschädigte Inschrift lautet: „(F)RIEDERICH VNICO FREYHERR VON MÜNSTER ZVR SAVRENBV(RG)/(HE)RR ZV NAGELSHOF DES HOHEN T(EUTSCH) O(RDENS) RITTER DEN XIII APRIL MDCCXL ... / (CO)MMENTHVR ZV FLOERSHEIM DEN ... MAY MDCCLXXIII RATH(S)/(GEBIE)THIGER VND COMMENTHVR (ZV SCHIFFENBERG) DEN XXIII / ... MDCCLXXV“.[61]

### Komturei

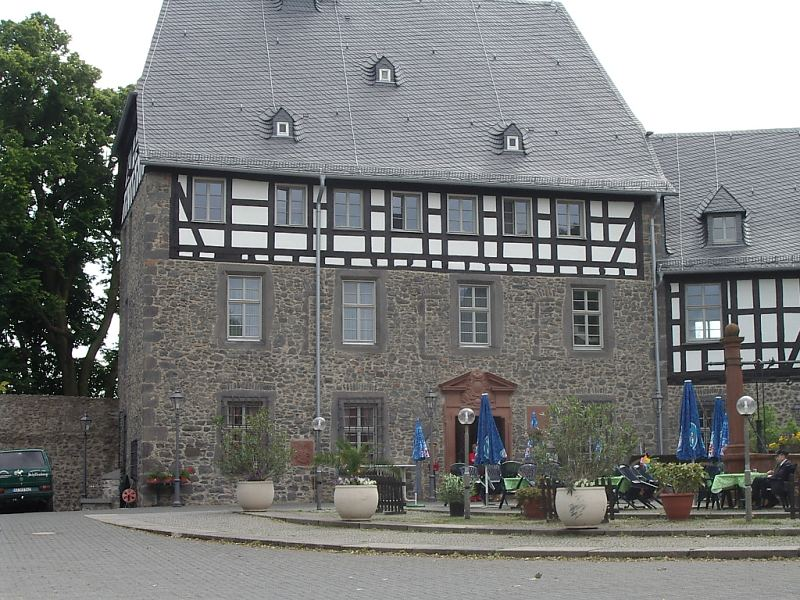
Komturei aus spätgotischer Zeit

Von den Stiftsgebäuden im Süden der Kirche sind nach einem Abriss im Jahr 1751 nur wenige erhalten. Laut einer quadratischen Wappentafel an der Nordseite wurde die Komturei an der südlichen Hofseite von 1493 bis 1503 errichtet. Eine Tafel zeigt das Vollwappen der Nordeck zur Rabenau. Der dreigeschossige, spätgotische Bau auf rechteckigem Grundriss wird mit einem abgewalmten, steilen Schieferdach bedeckt, das mit kleinen Gauben bestückt ist. Während die beiden unteren Geschosse massiv aufgemauert sind, besteht das Obergeschoss aus Fachwerk. Der bauzeitliche Fachwerkgiebel im Osten hatte ursprünglich einen Erker mit einer hohen Bekrönung. Erhalten sind hingegen die mit 1584 bezeichneten kleinen Vorbauten an der Südseite. Die nördliche Fachwerkwand wurde später erneuert. Von den alten Fenstern und der alten Spitzbogentür sind noch Reste der Gewände erkennbar. Die heutigen Rechteckfenster haben seit 1904 Lungsteingewände statt Holzgewände. Das barocke, repräsentative Nordportal mit rotem Sandsteingewände entstand nach 1700. Über dem Architrav sind im gesprengtem Dreiecksgiebel vier eiförmige Wappentafeln angebracht, dessen größtes das von Franz Ludwig von Pfalz-Neuburg ist. Die beiden kleineren Kartuschen tragen das Wappen des damaligen Landkomturs der Ballei Hessen, Damian Hugo von Schönborn, und das einfache Deutschordenskreuz. Im Inneren ist die geometrisch gegliederte Stuckdecke aus der Zeit um 1600 erhalten.

### Neuer Bau
Der kurz nach 1700 errichtete, zweigeschossige „Neue Bau“ ist im stumpfen Winkel an die Komturei angebaut. Er hat ein massives Untergeschoss, Fachwerkobergeschoss und verschiefertes Satteldach mit Gauben mit steilem Schopfwalm im Westen. Das Portal ist baugleich mit dem der Komturei, ebenso sind die drei Wappenkartuschen identischen Inhalts im Vergleich zu letzterem. Ursprünglich war das Obergeschoss nur über die Komturei zugänglich. Dort waren ein Speisesaal und zwei getäfelte Gästezimmer untergebracht. Als Verbindungsbau zur Propstei wurde 1885/1886 nördlich ein kleiner Fachwerkbau im Stil des Historismus mit Erdgeschosslaube errichtet.

### Propstei

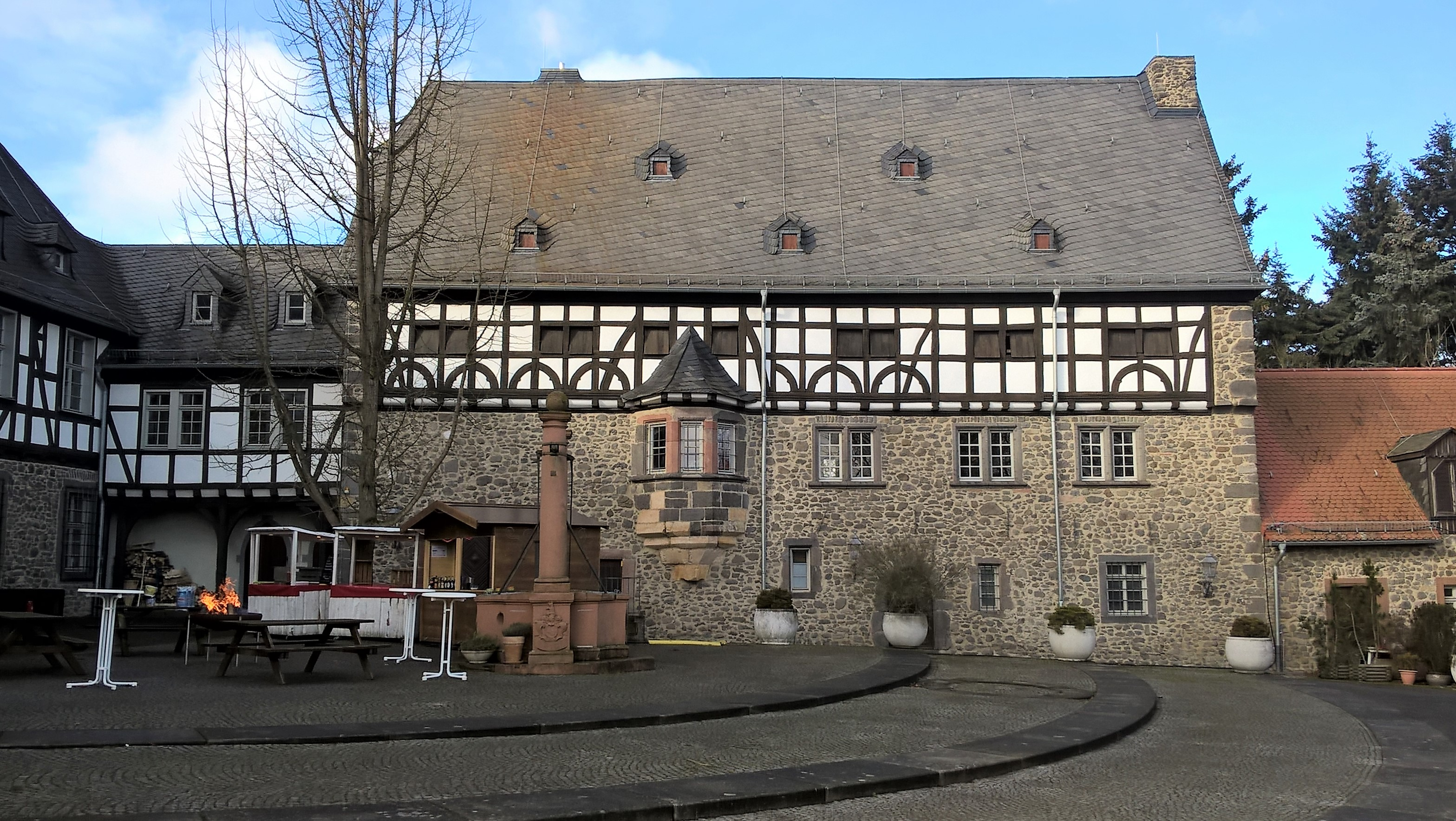
Propstei von 1463

1463 entstand das langgestreckte Propsteigebäude an der Westseite des Platzes, das in seinen ältesten Teilen auf die Gründungszeit des Klosters zurückgehen kann. Der dreigeschossige Bau auf rechteckigem Grundriss hat zwei massiv aufgemauerte Untergeschosse und ein Fachwerkobergeschoss zwischen massiven Giebelseiten, das von einem hohen, verschieferten Satteldach bedeckt wird. Von den einst vier Erkern, zwei hofseitig, zwei talseitig, ist nach einem Umbau von 1751 bis 1754 noch der dreiseitig gemauerte Unterbau des südlichen der beiden östlichen Erkers („Chörlein“) vorhanden. Die Wohnung des Propstes befand sich im ersten Geschoss. Die angebaute steinerne Treppe stammt von 1839 bis 1841. Schon 1761 wurde das Gebäude als Fruchtspeicher genutzt. Die ehemalige Propstei wird durch ein Spitzbogenportal aus der Erbauungszeit erschlossen. Die gekuppelten Fenster im zweiten Geschoss wurden 1899/1900 geschaffen. Eine nachteilige Auswirkung hatte die Entfernung der Erker auf die Außenwirkung: Im zweiten Obergeschoss entstanden durch das Fehlen der Erker Lücken im Rhythmus der Fußstreben des Fachwerks.

### Pferdestall und Brauhaus
Nördlich an die Propstei schließt sich der eingeschossige Pferdestall von 1716 an und im rechten Winkel dazu das Brauhaus, das vor 1761 an das Eselstor angebaut wurde.  Der Stall lehnt sich hinten an die Umfassungsmauer an und besitzt zum Hof hin zwei Eingänge. Ein halbrundes Feld über dem mittig gelegenen Haupteingang deutet auf ein bis 1973 dort befindliches Wappen des Komturs Ernst Wladislaus von Dönhoff hin, das auch die Datierung in der Inschrift enthielt. Seitdem ist das Gebäude ohne Wappenschmuck. Das Brauhaus ist eingeschossig, aber etwas höher als das Stallgebäude daneben. Die beiden Giebel im Westen und im Osten sind aus Fachwerk. Das Gebäude ist schmucklos.

### Brunnen

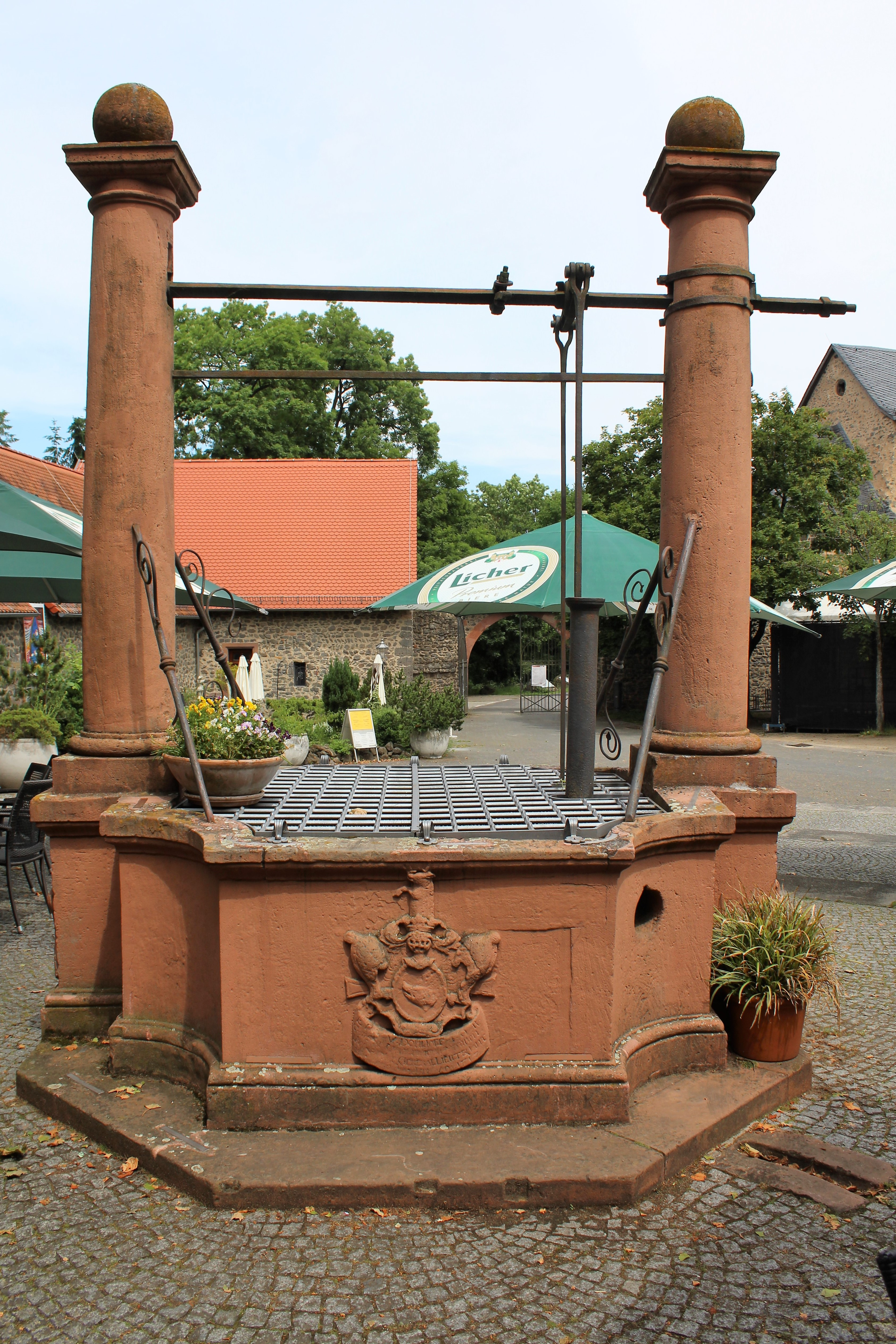
Ziehbrunnen von 1717

Der aufwändig gestaltete barocke Ziehbrunnen aus rotem Sandstein wurde 1717 geschaffen. Er misst 16,25 Meter in die Tiefe und weitere 7 Meter Schutt. Das ungleichseitig achteckige Becken hat vier Kartuschenfelder jeweils mit dem Wappen des Komturs Ernst Wladislaus Graf von Dönhoff, der den Brunnen stiftete. Die beiden toskanischen Säulen auf Postamenten tragen Kugelaufsätze. Ein Rollband trägt bei jedem Wappen die Inschrift, ein typischer Wortlaut ist: „E. U. G. V. DÖNHOFF T. O. R. C. Z. S. Sr koenigl. Mayest. in Preussen wohl bestalter GENERAL LIEUTENANT über DERO Infanterie Aō: 1717“. Im 19. Jahrhundert wurde der Brunnen mit einer Mechanik ausgestattet, die von einem daneben errichteten Pferdegöpel betrieben wurde. Die Kraftübertragung auf den Hebel der Einkolbenpumpe erfolgte bis zum Brunnen unterirdisch. Bis auf wenige Reste wurde die Mechanik abgebaut.

### Umfassungsmauer und Tore
Die 5–6 Meter hohe Umfassungsmauer ist erhalten und stammt teilweise aus der Gründungszeit des Stifts und ist möglicherweise teilweise noch älter. Der rundbogige Torbogen des Eselstors datiert von 1715 und wurde anstelle eines früheren Torhauses errichtet. Auf der Innenseite befindet sich über dem Tor das Wappen des Komturs Ernst Wladislaus Graf von Dönhoff. Nach Norden wurde feldseitig nach 1729 eine Wappenkartusche für den Hochmeister Franz Ludwig von Pfalz-Neuburg ergänzt, der Zusammensetzung nach aus seiner Zeit als Mainzer Fürstbischof. Es ersetzte dort ein weiteres Dönhoff-Wappen aus der Bauzeit. Das rundbogige Schaftor im Osten stammt aus dem Jahr 1630. Östlich der ehemaligen Komturei ist in der Südmauer ein romanischer Torbogen mit Kämpfer eingelassen, neben der Kirche einer der wenigen Reste aus der Gründungszeit. Der Zugang zur Terrasse wurde 1829 geschaffen.

## Liste der Komture der Deutschordenskommende Schiffenberg
- Ludwig von Nordeck zur Rabenau, um 1493 Komtur auf dem Schiffenberg, auch Komtur in Griefstedt, 1472–1486 Statthalter der Ballei Hessen, Wappen an der Komturei[69]
- Johann Schenck zu Schweinsberg, 1494–1503 Komtur auf dem Schiffenberg[69]
- Johann Riedesel von Bellersheim, 1503–1522 Komtur auf dem Schiffenberg, Wappen auf einem Gewölbeschlussstein in der Kirche[70]
- Crafft Riedesel, um 1538–1543 Komtur auf dem Schiffenberg, heiratete (!) am 17. Mai 1545
- Wilhelm von Oeynhausen († 13. September 1615), katholisch, 1558 Ordenseintritt, Komtur auf dem Schiffenberg, 1582–1588 Komtur in Oberflörsheim, 1586–1591 Komtur in Griefstedt, 1593–1609 erst Statthalter und dann Landkomtur in Marburg[71][72][73]
- Johann Kuhmann zu Adorf, katholisch, 1578–1582 Komtur in Oberflörsheim, 1582–1586 Komtur auf dem Schiffenberg[73]
- Otmar von Galen, um 1595–1613 Komtur auf dem Schiffenberg, 1617–1626 Landkomtur in Marburg
- Johann Fuchs (* 6. Juli 1574; † 7. August 1631), bis 1615 Komtur auf dem Schiffenberg, 1615–1627 Komtur in Griefstedt, 1627–1631 Landkomtur in Marburg[74][75]
- Johann von Liederbach, 1616–1624 Komtur auf dem Schiffenberg, Grabstein in der Kirche[57]
- Georg Daniel von Habel (* 25. Dezember 1592; † 29. Mai 1652), 1609 Ordenseintritt, Komtur auf dem Schiffenberg, 1639–1652 Landkomtur in Marburg, Epitaph in der Elisabeth-Kirche Marburg[76][77]
- Adolph Eitel von Nordeck zur Rabenau (* 19. November 1614; † 9. April 1667), lutherisch, 1640 Ordenseintritt, 1641–1667 Komtur auf dem Schiffenberg, Koadjutor des Marburger Landkomturs 1652, Landkomtur 1652–1664[78][79]
- August Graf zur Lippe-Brake (* 9. September 1644; † 19. Juni 1701), evangelisch-reformiert, 1681–1682 Komtur in Oberflörsheim, danach Komtur auf dem Schiffenberg, außerdem 1688–1701 Landkomtur zu Marburg, erster Landkomtur überhaupt reformierter Konfession, 1695–1701 Komtur zu Griefstedt, hessen-kasselscher Generalfeldmarschall und Oberster Gouverneur aller Festungen und Schlösser[80][73]
- Hans Heinrich von Boineburg gen. von Hohenstein (* 1647; † 1699), 1687 (oder 1689) Ordenseintritt, bis 1699 Komtur auf dem Schiffenberg[81]
- Moritz von Nordeck zur Rabenau, 1671–1679 Administrator der Landkommende Marburg, 1699–1703 Komtur auf dem Schiffenberg
- Friedrich Wilhelm von Wartensleben († 12. September 1706), 1695 Ordenseintritt, 1703–1706 Komtur auf dem Schiffenberg, gefallen, gestorben an den Folgen der Schlacht bei Castiglione vom 9. September 1706[82][83]
- Philipp Friedrich Eitel Rau von Holzhausen († 30. August 1734), lutherisch, 1703/1705 Ordenseintritt, 1706–1707 Administrator des Schiffenbergs, 1711–1722 Komtur in Oberflörsheim, 1722 Austritt aus dem Deutschen Orden wegen Heirat[84][73]
- Ernst Wladislaus von Dönhoff (* 26. November 1672; † 10. Juni 1724), 1710–1724 Komtur auf dem Schiffenberg, 1696 Oberstleutnant, 1705 Generalmajor, 1713 übernahm er das neu geschaffene Infanterieregiment „von Dönhoff“ für König Friedrich Wilhelm I. von Preußen, 1715 Generalleutnant bei der Belagerung von Stralsund, 1723 Gouverneur der Festung Kolberg, Wappen 4x am Brunnen, innen am Eselstor, in der Kirche, ehemals Wappen am Pferdestall[83][69]
- August Wolfhardt Graf zur Lippe-Detmold (* 23. Juni 1688; † 18. Januar 1739), evangelisch-reformiert, 1727–1730 Komtur in Oberflörsheim, 1730–1739 Komtur auf dem Schiffenberg, kaiserlicher Generalfeldmarschall-Leutnant und münsterischer General en chef, Wappen im Gewölbe der Kirche[80][70][73]
- Christian Friedrich von Brand (* 30. August 1687; † 1746), evangelisch-reformiert, 1733–1740 Komtur in Oberflörsheim, 1741–1746 Komtur auf dem Schiffenberg, Wappen in der Kirche[85][86][73]
- Adam Alexander von Diemar, lutherisch, 1741–1748 Komtur in Oberflörsheim, 1748–1761 Komtur auf dem Schiffenberg, 1756–1772 Komtur in Griefstedt, Wappen in der Kirche[86]
- Georg Wilhelm von Hardenberg (* 22. Juli 1705; † 13. Juni 1774), lutherisch, 1749–1760 Komtur in Oberflörsheim, 1761–1774 Komtur auf dem Schiffenberg, General der Kavallerie, kursächsischer Generalmajor[73]
- Friedrich Unico von Münster (* 1. Oktober 1724 / 1. Oktober 1725 / 8. Oktober 1725; † 2. Juni 1805), evangelisch-reformiert, holländischer Generalleutnant, Chef eines Regiments zu Venlo, 1773–1775 Komtur in Oberflörsheim, 1775–1805 Komtur auf dem Schiffenberg, letzter auf dem Schiffenberg residierender Komtur, Wappen in der Kirche[73]* Heinrich Moritz von Berlepsch (* 27. August 1736; † 3. Dezember 1809), lutherisch, 1753 Ordenseintritt, 1779–1794 Komtur in Oberflörsheim, 1805–1806 zuständig für die Kommende Schiffenberg, 1794 Landkomtur der Ballei Thüringen, außerdem Komtur in Griefstedt[73]
- Carl Ludwig von Dörnberg (* 8. September 1749; † 19. November 1819), evangelisch-reformiert, 1778 Ordenseintritt, 1806–1809 Übertragung der Kommende Schiffenberg, Ratsgebietiger der Ballei Hessen, bis zur Aufhebung des Ordens am 24. April 1809